# نيك هانكوك
نيك هانكوك (بالإنجليزية: Nick Hancock)‏ (مواليد 25 أكتوبر 1962) هو ممثل إنجليزي ومقدم تلفزيوني. استضاف مسابقة الرياضة "يعتقدون أنه انتهى كل شيء" لمدة 10 سنوات. كما قدم سابقًا الغرفة 101 (1994-1999) على شاشة التلفزيون، وكذلك نسخته الإذاعية السابقة (1992-1994).

## روابط خارجية
- نيك هانكوك على موقع IMDb (الإنجليزية)
- نيك هانكوك على موقع قاعدة بيانات الفيلم (الإنجليزية)